# رمیدیوس آمایا
رمیدیوس آمایا (به انگلیسی: Remedios Amaya) (زاده ۱ می ۱۹۶۲) خواننده اسپانیایی است.
او نماینده اسپانیا در مسابقه آواز یوروویژن ۱۹۸۳ بود .